# Умершие в феврале 2006 года
Это список известных людей, соответствующих установленным критериям значимости (см. Википедия:Критерии значимости персоналий), умерших в феврале 2006 года.
Причина смерти указывается лишь в исключительных случаях (убийство, самоубийство, гибель в результате военных действий, смертная казнь, ДТП или несчастные случаи). В остальных случаях — не указывается.

## Список

### 3 февраля
- Боровчик, Валериан (82) — польско-французский кинорежиссёр.
- Королёв, Владимир Васильевич (81) — Герой Советского Союза.
- Муссолини, Романо (78) — итальянский джазмен, художник, кинопродюсер; третий сын Бенито Муссолини.

### 4 февраля
- Дальноки, Енё (73) — венгерский футболист, олимпийский чемпион 1952 года.
- Романютин, Александр Иванович (81) — Герой Советского Союза.
- Фридан, Бетти (85) — одна из лидеров американского феминизма.
- Сударикова, Наталья (65) — дочь диктора Юрия Левитана[1].

### 5 февраля
- Каграманов, Каграман Мехтиевич (80) — азербайджанский ученый, нейро-физиолог, профессор.
- Лукьянчиков, Леонид Васильевич — Герой Советского Союза.
- Мельников, Виктор Константинович (91) — российский художник, сын знаменитого архитектора Константина Мельникова и хранитель его дома в Кривоарбатском переулке в Москве.
- Иоанн (Крестьянкин) (Архимандрит Иоанн, в миру — Иван Михайлович Крестьянкин) (95) — священнослужитель Русской православной церкви, архимандрит.
- Рухлис, Ефим Наумович (80) — израильский, ранее советский, шахматный композитор.

### 6 февраля
- Доценко, Сергей Александрович (58) — советский, узбекский футболист и тренер.
- Славин, Морис — американский историк украинского происхождения.

### 7 февраля
- Карбышева, Елена Дмитриевна (86) — военный и общественный деятель.

### 8 февраля
- Юдин, Давид Беркович — советский и российский математик.

### 9 февраля
- Подервянский, Сергей Павлович (89) — народный художник Украины, профессор. Член Союза художников СССР. Заслуженный деятель искусств Украины.

### 10 февраля
- J Dilla (32) — американский продюсер музыкантов в стиле хип-хоп; остановка сердца.
- Каган, Моисей Самойлович (84) — известный петербургский учёный, философ, культуролог.

### 11 февраля
- Ливчак, Иосиф Фёдорович (91) — советский и российский учёный в области климатизации и вентиляции гражданских зданий и охраны окружающей воздушной среды.
- Флетчер, Кен (65) — австралийский теннисист-любитель и теннисный тренер.

### 12 февраля
- Бенчли, Питер (65) — американский писатель, автор романа «Челюсти», экранизированного Стивеном Спилбергом.
- Тенищев, Иван Иванович (85) — Герой Советского Союза.

### 13 февраля
- Кацулас, Андреас (59) — американский актёр; рак лёгких.
- Москаленко, Михаил Никонович (58) — украинский переводчик, историк и теоретик перевода.
- Сарсенбайулы, Алтынбек (43) — политический и государственный деятель Казахстана; убит.

### 14 февраля
- Белозёров, Иван Павлович (87) — Герой Советского Союза.
- Дамари, Шошана (82) — знаменитая израильская певица йеменского происхождения, лауреат Государственной премии Израиля (1988).
- Рапопорт, Борис Наумович (83) — советский и украинский художник, живописец-пейзажист.
- Терновский, Леонард Борисович (72) — врач, писатель, участник правозащитного движения в СССР и постсоветской России, член Московской Хельсинкской группы.

### 15 февраля
- Петров, Андрей Павлович (76) — советский и российский композитор, автор опер, балетов, симфонических произведений, инструментальных концертов, эстрадной музыки, песен и музыки для театральных спектаклей.
- Марли, Анна Юрьевна (88) — французская певица и автор песен русского происхождения, автор «Песни партизан» (музыка и русский текст), ставшей неофициальным гимном Французского Сопротивления во время Второй мировой войны.

### 16 февраля
- Бронштейн, Иоганн Моисеевич (94) — советский учёный в области общей физики и электроники. Доктор физико-математических наук, профессор.
- Цыганков, Геннадий Дмитриевич (58) — советский хоккеист и тренер, заслуженный мастер спорта СССР.
- Чинков, Анатолий Фёдорович (84) — Герой Советского Союза.

### 17 февраля
- Барретто, Рэй (76) — американский музыкант-перкуссионист и композитор пуэрто-риканского происхождения, лауреат премии «Грэмми».
- Дижур, Белла Абрамовна (102) — русская поэтесса, прозаик. Мать скульптора Эрнста Неизвестного.
- Лонго, Юрий Андреевич (55) — «магистр белой практической магии», народный целитель.
- Самойлов, Евгений Валерианович (93) — советский актёр театра и кино[2].

### 20 февраля
- Марцинкус, Пол (84) — американский (польского происхождения) архиепископ Римско-католической церкви, в 1971—1989 возглавлял Банк Ватикана (известный также как «Институт религиозных дел»).

### 21 февраля
- Айги, Геннадий Николаевич (настоящая фамилия Лисин) (71) — чувашский поэт, писавший на чувашском и русском языках и внёсший огромный вклад в распространение чувашской поэзии и культуры[3].
- Жибуртович, Павел Николаевич (83) — советский хоккеист. Заслуженный мастер спорта СССР.
- Печатин, Валентин Александрович (85) — русский советский живописец, маринист.

### 22 февраля
- Домин, Хильда (94) — немецкая писательница, один из крупнейших лириков Германии второй половины XX века.
- Могилат, Александр Никонович (84) — доктор технических наук; профессор.
- Рибейро, Эдгардо — уругвайский художник.

### 23 февраля
- Анисов, Владимир Фомич (84) — Герой Советского Союза.
- Касаткин, Борис Семёнович (82) — советский и российский учёный-медик, кандидат медицинских наук.
- Морозов, Юрий Васильевич (57) — автор песен, музыкант, звукорежиссёр, писатель; скончался в Санкт-Петербурге, в онкологической больнице от миеломной болезни[4].

### 24 февраля
- Батлер, Октавия (58) — американская писательница-фантаст.
- Уивер, Деннис (81) — американский актёр; рак.
- Фролов, Василий Сергеевич (83) — Герой Советского Союза.

### 26 февраля
- Зимин, Илья Анатольевич (33) — российский журналист, автор телепередач из цикла «Профессия — репортёр»; убийство из-за бытовой ссоры[5].
- Шор, Наум Зуселевич (69) — советский и украинский математик.

### 27 февраля
- Шарбатов, Григорий Шамилевич (81) — советский и российский филолог-арабист.

### 28 февраля
- Веремеенко, Кузьма Никитович (84) — украинский биохимик. Доктор биологических наук.
- Полищук, Виктор Петрович (90) — советский и украинский актёр.
- Чемберлен, Оуэн (85) — американский физик, член Национальной АН США (1960), лауреат Нобелевской премии по физике за 1959 год (совместно с Эмилио Сегре).
- Шалимов, Александр Алексеевич (88) — советский и украинский хирург, действительный член АН УССР (с 1978), действительный член Академии медицинских наук Украины (с 1993 года). Герой Социалистического Труда (1982), Герой Украины (2005) один из основателей украинской хирургической школы.